# Queen Anne's Men
Queen Anne's Men, o los Queen's Men (Los hombres de la Reina), fue una compañía de teatro de la época jacobina. 
El grupo se formó al subir al trono Jacobo I en 1603, y reciben el nombre de su patrona, la esposa de Jacobo Ana de Dinamarca. Combinaba dos compañías preexistentes: los Oxford's Men y los Worcester's Men. Entre sus miembros más destacados estaba Christopher Beeston, su director, y Thomas Heywood, el actor y dramaturgo que escribió muchas de sus obras, incluidas The Rape of Lucrece (La violación de Lucrecia) (impresa en 1608) y The Golden Age (La Edad de Oro) (impresa en 1611). William Kempe acabó su carrera con esta compañía, aunque murió hacia 1607-8.
Richard Perkins se convirtió en el actor principal de la compañía, obteniendo reputación como actor trágico. John Duke había sido uno de los Hombres del lord chambelán, con Christopher Beeston, en 1602. Thomas Greene fue el principal actor cómico de la compañía.
Los hombres de la Reina Ana actuaron originalmente en el Teatro Curtain—interpretaron The Travels of the Three English Brothers, de William Rowley, John Day, y George Wilkins, allí en 1607; pero también hicieron la misma obra en el Red Bull Theatre en Clerkenwell el mismo año, siendo así la primera compañía que actuó allí. La obra más conocida de las que interpretaron fue la tragedia de John Webster The White Devil (El diablo blanco), que tuvo un estreno desastroso en 1612.
Ocasionalmente, hicieron representaciones en la corte, menos de una vez al año durante su primera década de existencia. En 1617 se trasladaron al Teatro Cockpit, en Drury Lane. Este traslado parece que causó cierto alboroto entre sus seguidores de Clerkenwell, pues el Cockpit ardió en martes de carnaval de 1617 y tuvo que reconstruirse. La compañía se deshizo después de la muerte de la reina Ana en 1619. Muchos de sus miembros se incorporaron a otras troupes; Richard Perkins, por ejemplo, adquirirían reputación quizá como el mejor trágico de su generación actuando con los Queen Henrietta's Men desde 1625 hasta 1642. Christopher Beeston seguiría como director y empresario en los años 1630. 